# Sad na Červeném Vrchu
Sad na Červeném Vrchu ve Vokovicích v Praze je sad na Sídlišti Červený Vrch jihozápadně od vrchu Červený vrch (327 m) na hranici Přírodního parku Šárka-Lysolaje.

## Historie
Sad byl vysazen na začátku 50. let 20. století. Pro nedostatek péče zarůstal, až v roce 2009 prošel výraznými odbornými výřezy.
V roce 2013 došlo k výsadbě nových slivoní mezi staré v původním, ale posunutém sponu (uspořádání jednotlivých stromů zpravidla do pravidelné sítě). Začátkem roku 2014 byla vyřezána další řada slivoní a proběhla první výsadba 12 stromů; na podzim uvolněn průchod z horní části sadu do navazujících lesů a vysazeno dalších 12 švestek.
V sadu je tak zachované mrtvé dřevo, mladé stromy postupně nahrazují staré stromy a sad zůstává zelený. Západní část sadu je vymezena pro náhradní výsadby ukládané městskou částí Praha 6.

## Parametry
- Celková rozloha: 0,70 ha
- Počet stromů: asi 130; nově vysazených 66 (r. 2014)
- Odrůdy:
  - Slivoně: staré stromy - Švestka domácí Dolanka; nové stromy - slivoně Chrudimka, Wangenheimova, Švestka domácí, Ruth Gersteter a Prezident
  - Třešeň: třešeň Dönnisenova (horní část sadu)
- Ovoce k natrhání: ano[1]